# Bataille de Lomas Valentinas
Guerre de la Triple-Alliance
La bataille de Lomas Valentinas (également connue sous le nom de bataille d'Ita Ybate) s'est déroulée dans le département central du Paraguay entre le 21 et le 27 décembre 1868. L'armée paraguayenne, dirigée personnellement par le président Francisco Solano López, est définitivement vaincue, même si elle réussit à s'échapper. Le 30 décembre 1868, la garnison paraguayenne d'Angostura, forte de 1 907 hommes, se rend aux Alliés.

## Bataille
Le maréchal Caxias (alors marquis de Caxias) quitte Villeta à 2 heures du matin le 21 décembre 1868 et est prêt à envahir les fortifications de Lomas Valentinas (pt) à midi. Il s'appuie sur deux colonnes d'infanterie, l'une sous le commandement du général José Luís Mena Barreto (pt), attaquant les défenses occidentales d'Ita Ybate, et l'autre sous le commandement du général Jacinto Machado de Bittencourt (pt), attaquant les défenses nord à Loma Acosta assistées par la cavalerie sous le commandement du général Andrade Neves. Elle se trouvent sur la colinne Cumbarity, prise à l'aube.
Le 22 décembre, les troupes argentines et uruguayennes avancent vers Lomas. Le maréchal Caxias passa la journée du 23 à réorganiser ses bataillons. Un jour plus tard, le maréchal Caxias exige la reddition de López, qui est refusée. L'attaque alliée est à nouveau célébrée à l'aube des 25 et 26. Les défenses paraguayennes sont finalement prises le 27 décembre.

## Fuite
López s'enfuit avec la cavalerie d'Acavera qui lui sert d'escorte. Gens Resquín et Bernardino Caballero s'échappent également, ce qui empêche de mettre formellement un terme à la guerre.

## Galerie

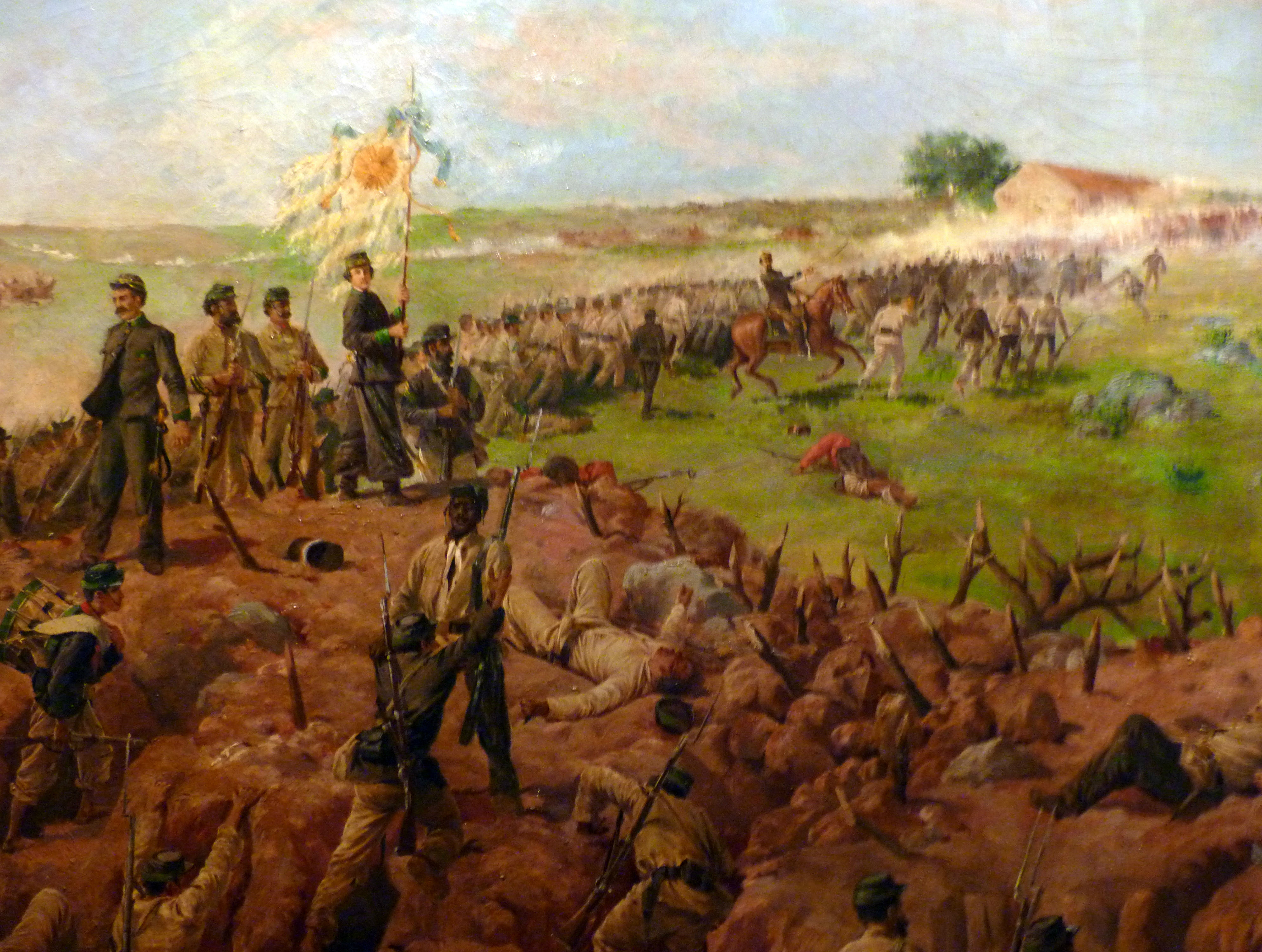
Bataille de Lomas Valentinas, par Diógenes Hequet (es).
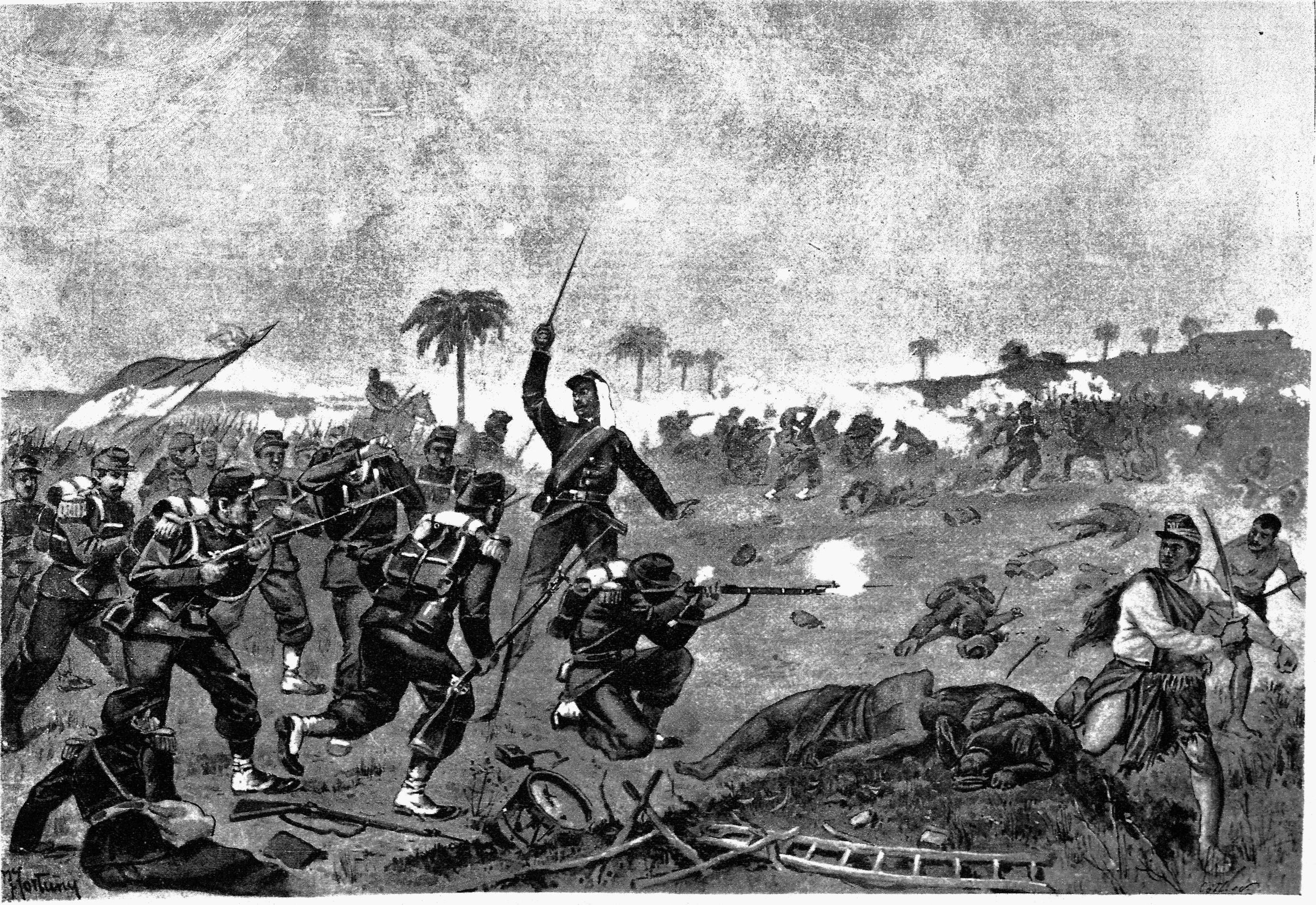
Charge de l'infanterie argentine à la bataille de Lomas Valentinas.
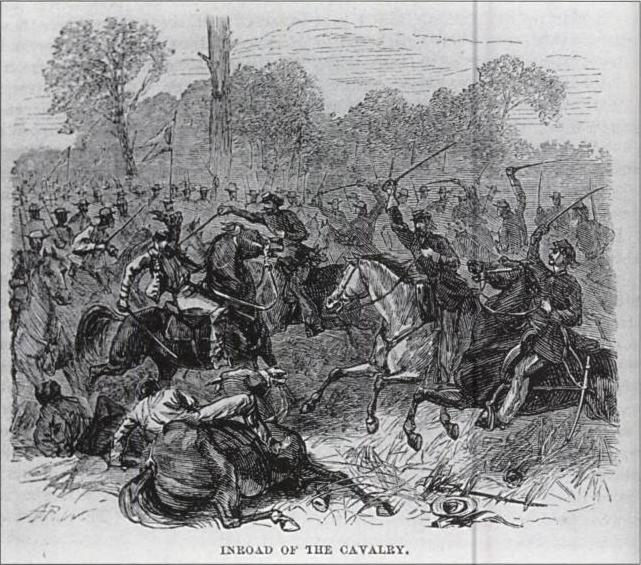
Une unité de cavalerie paraguayenne (à gauche) est chargée par un soldat monté allié (à droite) pendant la bataille de Lomas Valentinas (Harper's New Monthly Magazine, 1870).
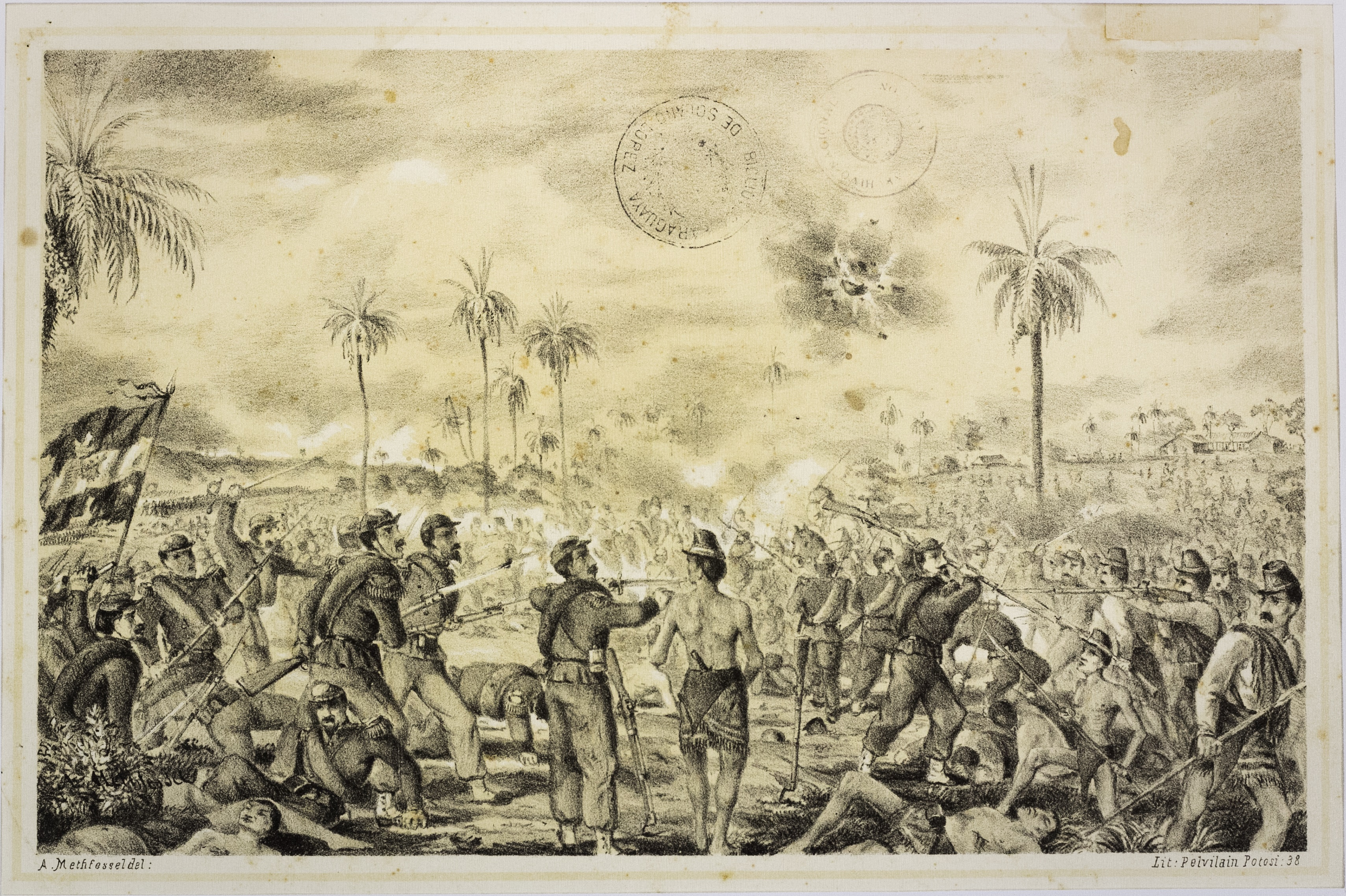
Prise de Loma Valentinas par les alliés dans un dessin d'Adolph Methfessel (1836-1909).
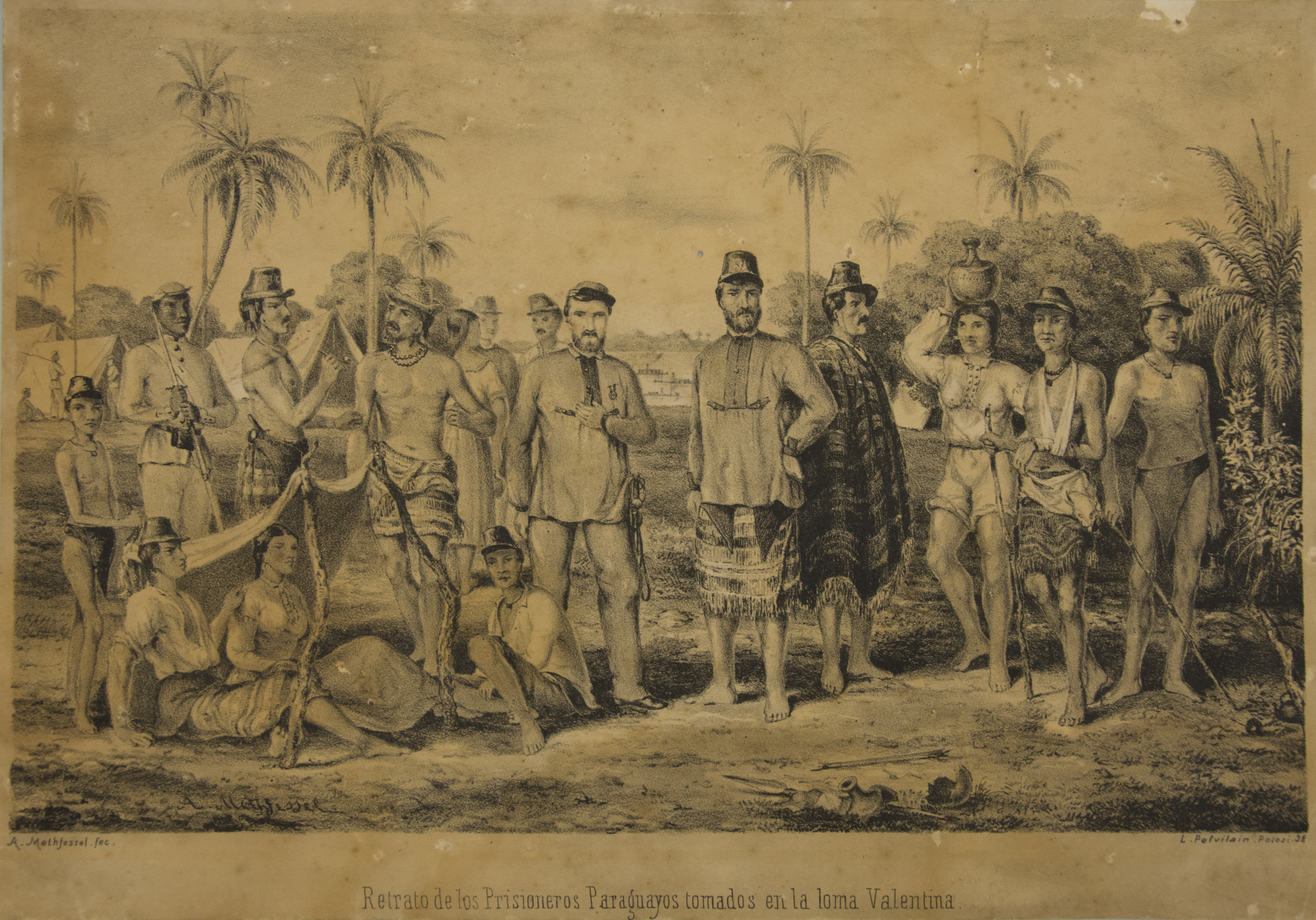
Prisonniers paraguayens à Loma Valentina dans un dessin d'Adolph Methfessel (1836-1909, collection du Musée pauliste de l'université de São Paulo).